# Hôtel Sanderet de Valonne
L'hôtel Sanderet de Valonne est un hôtel particulier situé dans la ville d'Ornans dans le Doubs, en France.

## Localisation
L'hôtel est situé au 26 rue Saint-Laurent, au centre de la ville d'Ornans.

## Histoire
L'hôtel est construit au XVIIe siècle. Il a abrité tour à tour, une école de garçon entre 1807 et 1931, la poste entre 1932 et 1992 et la médiathèque depuis 1993,.
La façade sur rue de l'hôtel est inscrite au titre des monuments historiques le 8 juin 1926.

## Architecture
Le bâtiment possède des frontons triangulaires cintrés, ornés de pots à feux et une tête d'homme orne la grille de la baie d'angle du rez-de-chaussée,.